# جمهوری خاور دور
جمهوری خاور دور (به روسی: Дальневосто́чная Респу́блика, ДВР) که گاهی نیز با نام جمهوری چیتا شناخته می‌شود، یک دولت اسماً مستقل بوده است که در بین سال‌های ۱۹۲۰ تا ۱۹۲۲ در خاور دور روسیه استقرار داشته است. اگرچه این دولت اسماً مستقل خوانده می‌شده است، اما به نحو معتنابهی از سوی جمهوری شوروی فدراتیو سوسیالیستی روسیه کنترل شده و در جریان جنگ داخلی روسیه، نقش کشور حائل میان شوروی و سرزمین‌های اشغال‌شده توسط امپراتوری ژاپن را داشته است. نخستین رئیس جمهور این دولت، الکساندر کراسنوشچیکوف نام داشته است.
قلمروی تسلط جمهوری خاور دور شامل سرزمین‌های زابایکالسکی، خاباروفسک، پریمورسکی و استان‌های خودگردان یهودی و آمور در روسیهٔ کنونی بوده است.